# 楊順清
楊順清（Alex Yang，1965年6月10日—），臺北藝術大學戲劇學系畢業，曾編導台灣第一部由智能障礙人士演出的舞台劇《糖的天空》，以及多部電影的副導演。1991年在楊德昌執導的電影《牯嶺街少年殺人事件》中身兼編劇、副導演、表演指導、演員多職，與楊德昌、鴻鴻、賴銘堂等人共同以《牯嶺街少年殺人事件》獲得第28屆金馬獎最佳原著劇本獎。2002年，完成個人首部執導演筒的電影作品《扣扳機》，第2部電影作品為《台北二一》，第3部執導作品《獨一無二》。

## 作品

### 電影
執導
- 2002年《扣扳機》
- 2003年《台北二一》
- 2005年《我的逍遙學伴》
- 2015年《獨一無二》

其他
- 1991年《牯嶺街少年殺人事件》擔任編劇、副導、表演指導、演員
- 2000年《一一》擔任表演指導
- 2011年《彈簧床先生》擔任編劇
- 2011年【他們在島嶼寫作】系列紀錄片，擔任監製

### 舞台劇
- 2004年《大宅，門都沒有》

### 榮譽
《台北二一》
- 2003年 第四十七屆倫敦影展
- 2003年金馬國際影展亞洲視窗觀摩單元
- 2004年 第十七屆新加坡國際影展Asia Cinema觀摩單元
- 2004年 第四十九屆亞太影展最佳影片
- 2004年 第二十三屆加拿大溫哥華國際影展Dragons and Tigers單元